# Răzbunarea (film din 1972)
Răzbunarea este un film românesc din 1972 regizat de Sergiu Nicolaescu. Rolurile principale au fost interpretate de actorii Raimund Harmstorf, Edward Meeks, Sergiu Nicolaescu.

## Distribuție
Distribuția filmului este alcătuită din:
- Wilhelm Kowaly — Pankburn
- Dana Comnea — Dna. Hall
- Edward Meeks — Weyden
- Sergiu Nicolaescu — Hall-Raffy
- Emmerich Schäffer — Thomas Mugridge
- Raimund Harmstorf — Lup Larsen
- Hans Pomarius — Carlson
- Liliana Tomescu — Lavina
- Beatrice Cardon — Maud
- Boris Ciornei — Louis